# Jan Wojciechowski (kierowca rajdowy)
Jan Wojciechowski (ur. 1948, zm. 29 września 1984 w Pierśćcu) – polski kierowca rajdowy.
Pierwszy jego start miał miejsce w roku 1969 w Rajdzie Monte Calvaria. Licencję sportową otrzymał w roku 1971. Od roku 1974 startował wspólnie i na zmianę z Andrzejem Wodzińskim. Największym sukcesem tej pary było w 1978 r. zdobycie Mistrzostwa Polski w klasie 1150 cm³. Później startował w rajdach z innymi pilotami, był też krótko pilotem Bogdana Wozowicza. Na początku lat osiemdziesiątych rozpoczął starty Fordem Escortem RS 2000. Jego kariera została gwałtownie przerwana w roku 1984, gdy podczas Rajdu Wisły, jadąc z Wojciechem Augustowskim na jednym z szybkich zakrętów odcinka specjalnego Zaborze–Pierściec uderzył w drzewo. Kierowca zginął na miejscu a pilot Wojciech Augustowski, zmarł w drodze do szpitala.